# Archiblatta phalangium
Archiblatta phalangium är en kackerlacksart som först beskrevs av Henri Saussure 1864.  Archiblatta phalangium ingår i släktet Archiblatta och familjen storkackerlackor. Inga underarter finns listade i Catalogue of Life.